# Mulki
Mulki là một thị xã panchayat của quận Dakshina Kannada thuộc bang Karnataka, Ấn Độ.

## Địa lý
Mulki có vị trí 13°06′B 74°48′Đ / 13,1°B 74,8°Đ Nó có độ cao trung bình là 7 mét (22 feet).

## Nhân khẩu
Theo điều tra dân số năm 2001 của Ấn Độ, Mulki có dân số 16.398 người. Phái nam chiếm 48% tổng số dân và phái nữ chiếm 52%. Mulki có tỷ lệ 77% biết đọc biết viết, cao hơn tỷ lệ trung bình toàn quốc là 59,5%: tỷ lệ cho phái nam là 82%, và tỷ lệ cho phái nữ là 73%. Tại Mulki, 11% dân số nhỏ hơn 6 tuổi.